# 1385
Portal Geschichte | Portal Biografien | Aktuelle Ereignisse | Jahreskalender | Tagesartikel

◄ |
13. Jahrhundert |
14. Jahrhundert
| 15. Jahrhundert | ►

◄ |
1350er |
1360er |
1370er |
1380er
| 1390er | 1400er | 1410er | ►

◄◄ |
◄ |
1381 |
1382 |
1383 |
1384 |
1385
| 1386 | 1387 | 1388 | 1389 | ► | ►►
Staatsoberhäupter  · Nekrolog
| Januar | Januar | Januar | Januar | Januar | Januar | Januar | Januar |
| Kw     | Mo     | Di     | Mi     | Do     | Fr     | Sa     | So     |
| ------ | ------ | ------ | ------ | ------ | ------ | ------ | ------ |
| 52     |        |        |        |        |        |        | 1      |
| 1      | 2      | 3      | 4      | 5      | 6      | 7      | 8      |
| 2      | 9      | 10     | 11     | 12     | 13     | 14     | 15     |
| 3      | 16     | 17     | 18     | 19     | 20     | 21     | 22     |
| 4      | 23     | 24     | 25     | 26     | 27     | 28     | 29     |
| 5      | 30     | 31     |        |        |        |        |        |

| Februar | Februar | Februar | Februar | Februar | Februar | Februar | Februar |
| Kw      | Mo      | Di      | Mi      | Do      | Fr      | Sa      | So      |
| ------- | ------- | ------- | ------- | ------- | ------- | ------- | ------- |
| 5       |         |         | 1       | 2       | 3       | 4       | 5       |
| 6       | 6       | 7       | 8       | 9       | 10      | 11      | 12      |
| 7       | 13      | 14      | 15      | 16      | 17      | 18      | 19      |
| 8       | 20      | 21      | 22      | 23      | 24      | 25      | 26      |
| 9       | 27      | 28      |         |         |         |         |         |

| März | März | März | März | März | März | März | März |
| Kw   | Mo   | Di   | Mi   | Do   | Fr   | Sa   | So   |
| ---- | ---- | ---- | ---- | ---- | ---- | ---- | ---- |
| 9    |      |      | 1    | 2    | 3    | 4    | 5    |
| 10   | 6    | 7    | 8    | 9    | 10   | 11   | 12   |
| 11   | 13   | 14   | 15   | 16   | 17   | 18   | 19   |
| 12   | 20   | 21   | 22   | 23   | 24   | 25   | 26   |
| 13   | 27   | 28   | 29   | 30   | 31   |      |      |

| April | April | April | April | April | April | April | April |
| Kw    | Mo    | Di    | Mi    | Do    | Fr    | Sa    | So    |
| ----- | ----- | ----- | ----- | ----- | ----- | ----- | ----- |
| 13    |       |       |       |       |       | 1     | 2     |
| 14    | 3     | 4     | 5     | 6     | 7     | 8     | 9     |
| 15    | 10    | 11    | 12    | 13    | 14    | 15    | 16    |
| 16    | 17    | 18    | 19    | 20    | 21    | 22    | 23    |
| 17    | 24    | 25    | 26    | 27    | 28    | 29    | 30    |

| Mai | Mai | Mai | Mai | Mai | Mai | Mai | Mai |
| Kw  | Mo  | Di  | Mi  | Do  | Fr  | Sa  | So  |
| --- | --- | --- | --- | --- | --- | --- | --- |
| 18  | 1   | 2   | 3   | 4   | 5   | 6   | 7   |
| 19  | 8   | 9   | 10  | 11  | 12  | 13  | 14  |
| 20  | 15  | 16  | 17  | 18  | 19  | 20  | 21  |
| 21  | 22  | 23  | 24  | 25  | 26  | 27  | 28  |
| 22  | 29  | 30  | 31  |     |     |     |     |

| Juni | Juni | Juni | Juni | Juni | Juni | Juni | Juni |
| Kw   | Mo   | Di   | Mi   | Do   | Fr   | Sa   | So   |
| ---- | ---- | ---- | ---- | ---- | ---- | ---- | ---- |
| 22   |      |      |      | 1    | 2    | 3    | 4    |
| 23   | 5    | 6    | 7    | 8    | 9    | 10   | 11   |
| 24   | 12   | 13   | 14   | 15   | 16   | 17   | 18   |
| 25   | 19   | 20   | 21   | 22   | 23   | 24   | 25   |
| 26   | 26   | 27   | 28   | 29   | 30   |      |      |

| Juli | Juli | Juli | Juli | Juli | Juli | Juli | Juli |
| Kw   | Mo   | Di   | Mi   | Do   | Fr   | Sa   | So   |
| ---- | ---- | ---- | ---- | ---- | ---- | ---- | ---- |
| 26   |      |      |      |      |      | 1    | 2    |
| 27   | 3    | 4    | 5    | 6    | 7    | 8    | 9    |
| 28   | 10   | 11   | 12   | 13   | 14   | 15   | 16   |
| 29   | 17   | 18   | 19   | 20   | 21   | 22   | 23   |
| 30   | 24   | 25   | 26   | 27   | 28   | 29   | 30   |
| 31   | 31   |      |      |      |      |      |      |

| August | August | August | August | August | August | August | August |
| Kw     | Mo     | Di     | Mi     | Do     | Fr     | Sa     | So     |
| ------ | ------ | ------ | ------ | ------ | ------ | ------ | ------ |
| 31     |        | 1      | 2      | 3      | 4      | 5      | 6      |
| 32     | 7      | 8      | 9      | 10     | 11     | 12     | 13     |
| 33     | 14     | 15     | 16     | 17     | 18     | 19     | 20     |
| 34     | 21     | 22     | 23     | 24     | 25     | 26     | 27     |
| 35     | 28     | 29     | 30     | 31     |        |        |        |

| September | September | September | September | September | September | September | September |
| Kw        | Mo        | Di        | Mi        | Do        | Fr        | Sa        | So        |
| --------- | --------- | --------- | --------- | --------- | --------- | --------- | --------- |
| 35        |           |           |           |           | 1         | 2         | 3         |
| 36        | 4         | 5         | 6         | 7         | 8         | 9         | 10        |
| 37        | 11        | 12        | 13        | 14        | 15        | 16        | 17        |
| 38        | 18        | 19        | 20        | 21        | 22        | 23        | 24        |
| 39        | 25        | 26        | 27        | 28        | 29        | 30        |           |

| Oktober | Oktober | Oktober | Oktober | Oktober | Oktober | Oktober | Oktober |
| Kw      | Mo      | Di      | Mi      | Do      | Fr      | Sa      | So      |
| ------- | ------- | ------- | ------- | ------- | ------- | ------- | ------- |
| 39      |         |         |         |         |         |         | 1       |
| 40      | 2       | 3       | 4       | 5       | 6       | 7       | 8       |
| 41      | 9       | 10      | 11      | 12      | 13      | 14      | 15      |
| 42      | 16      | 17      | 18      | 19      | 20      | 21      | 22      |
| 43      | 23      | 24      | 25      | 26      | 27      | 28      | 29      |
| 44      | 30      | 31      |         |         |         |         |         |

| November | November | November | November | November | November | November | November |
| Kw       | Mo       | Di       | Mi       | Do       | Fr       | Sa       | So       |
| -------- | -------- | -------- | -------- | -------- | -------- | -------- | -------- |
| 44       |          |          | 1        | 2        | 3        | 4        | 5        |
| 45       | 6        | 7        | 8        | 9        | 10       | 11       | 12       |
| 46       | 13       | 14       | 15       | 16       | 17       | 18       | 19       |
| 47       | 20       | 21       | 22       | 23       | 24       | 25       | 26       |
| 48       | 27       | 28       | 29       | 30       |          |          |          |

| Dezember | Dezember | Dezember | Dezember | Dezember | Dezember | Dezember | Dezember |
| Kw       | Mo       | Di       | Mi       | Do       | Fr       | Sa       | So       |
| -------- | -------- | -------- | -------- | -------- | -------- | -------- | -------- |
| 48       |          |          |          |          | 1        | 2        | 3        |
| 49       | 4        | 5        | 6        | 7        | 8        | 9        | 10       |
| 50       | 11       | 12       | 13       | 14       | 15       | 16       | 17       |
| 51       | 18       | 19       | 20       | 21       | 22       | 23       | 24       |
| 52       | 25       | 26       | 27       | 28       | 29       | 30       | 31       |

| Januar | Januar | Januar | Januar | Januar | Januar | Januar | Januar |
| Kw     | Mo     | Di     | Mi     | Do     | Fr     | Sa     | So     |
| ------ | ------ | ------ | ------ | ------ | ------ | ------ | ------ |
| 52     |        |        |        |        |        |        | 1      |
| 1      | 2      | 3      | 4      | 5      | 6      | 7      | 8      |
| 2      | 9      | 10     | 11     | 12     | 13     | 14     | 15     |
| 3      | 16     | 17     | 18     | 19     | 20     | 21     | 22     |
| 4      | 23     | 24     | 25     | 26     | 27     | 28     | 29     |
| 5      | 30     | 31     |        |        |        |        |        |

| Februar | Februar | Februar | Februar | Februar | Februar | Februar | Februar |
| Kw      | Mo      | Di      | Mi      | Do      | Fr      | Sa      | So      |
| ------- | ------- | ------- | ------- | ------- | ------- | ------- | ------- |
| 5       |         |         | 1       | 2       | 3       | 4       | 5       |
| 6       | 6       | 7       | 8       | 9       | 10      | 11      | 12      |
| 7       | 13      | 14      | 15      | 16      | 17      | 18      | 19      |
| 8       | 20      | 21      | 22      | 23      | 24      | 25      | 26      |
| 9       | 27      | 28      |         |         |         |         |         |

| März | März | März | März | März | März | März | März |
| Kw   | Mo   | Di   | Mi   | Do   | Fr   | Sa   | So   |
| ---- | ---- | ---- | ---- | ---- | ---- | ---- | ---- |
| 9    |      |      | 1    | 2    | 3    | 4    | 5    |
| 10   | 6    | 7    | 8    | 9    | 10   | 11   | 12   |
| 11   | 13   | 14   | 15   | 16   | 17   | 18   | 19   |
| 12   | 20   | 21   | 22   | 23   | 24   | 25   | 26   |
| 13   | 27   | 28   | 29   | 30   | 31   |      |      |

| April | April | April | April | April | April | April | April |
| Kw    | Mo    | Di    | Mi    | Do    | Fr    | Sa    | So    |
| ----- | ----- | ----- | ----- | ----- | ----- | ----- | ----- |
| 13    |       |       |       |       |       | 1     | 2     |
| 14    | 3     | 4     | 5     | 6     | 7     | 8     | 9     |
| 15    | 10    | 11    | 12    | 13    | 14    | 15    | 16    |
| 16    | 17    | 18    | 19    | 20    | 21    | 22    | 23    |
| 17    | 24    | 25    | 26    | 27    | 28    | 29    | 30    |

| Mai | Mai | Mai | Mai | Mai | Mai | Mai | Mai |
| Kw  | Mo  | Di  | Mi  | Do  | Fr  | Sa  | So  |
| --- | --- | --- | --- | --- | --- | --- | --- |
| 18  | 1   | 2   | 3   | 4   | 5   | 6   | 7   |
| 19  | 8   | 9   | 10  | 11  | 12  | 13  | 14  |
| 20  | 15  | 16  | 17  | 18  | 19  | 20  | 21  |
| 21  | 22  | 23  | 24  | 25  | 26  | 27  | 28  |
| 22  | 29  | 30  | 31  |     |     |     |     |

| Juni | Juni | Juni | Juni | Juni | Juni | Juni | Juni |
| Kw   | Mo   | Di   | Mi   | Do   | Fr   | Sa   | So   |
| ---- | ---- | ---- | ---- | ---- | ---- | ---- | ---- |
| 22   |      |      |      | 1    | 2    | 3    | 4    |
| 23   | 5    | 6    | 7    | 8    | 9    | 10   | 11   |
| 24   | 12   | 13   | 14   | 15   | 16   | 17   | 18   |
| 25   | 19   | 20   | 21   | 22   | 23   | 24   | 25   |
| 26   | 26   | 27   | 28   | 29   | 30   |      |      |

| Juli | Juli | Juli | Juli | Juli | Juli | Juli | Juli |
| Kw   | Mo   | Di   | Mi   | Do   | Fr   | Sa   | So   |
| ---- | ---- | ---- | ---- | ---- | ---- | ---- | ---- |
| 26   |      |      |      |      |      | 1    | 2    |
| 27   | 3    | 4    | 5    | 6    | 7    | 8    | 9    |
| 28   | 10   | 11   | 12   | 13   | 14   | 15   | 16   |
| 29   | 17   | 18   | 19   | 20   | 21   | 22   | 23   |
| 30   | 24   | 25   | 26   | 27   | 28   | 29   | 30   |
| 31   | 31   |      |      |      |      |      |      |

| August | August | August | August | August | August | August | August |
| Kw     | Mo     | Di     | Mi     | Do     | Fr     | Sa     | So     |
| ------ | ------ | ------ | ------ | ------ | ------ | ------ | ------ |
| 31     |        | 1      | 2      | 3      | 4      | 5      | 6      |
| 32     | 7      | 8      | 9      | 10     | 11     | 12     | 13     |
| 33     | 14     | 15     | 16     | 17     | 18     | 19     | 20     |
| 34     | 21     | 22     | 23     | 24     | 25     | 26     | 27     |
| 35     | 28     | 29     | 30     | 31     |        |        |        |

| September | September | September | September | September | September | September | September |
| Kw        | Mo        | Di        | Mi        | Do        | Fr        | Sa        | So        |
| --------- | --------- | --------- | --------- | --------- | --------- | --------- | --------- |
| 35        |           |           |           |           | 1         | 2         | 3         |
| 36        | 4         | 5         | 6         | 7         | 8         | 9         | 10        |
| 37        | 11        | 12        | 13        | 14        | 15        | 16        | 17        |
| 38        | 18        | 19        | 20        | 21        | 22        | 23        | 24        |
| 39        | 25        | 26        | 27        | 28        | 29        | 30        |           |

| Oktober | Oktober | Oktober | Oktober | Oktober | Oktober | Oktober | Oktober |
| Kw      | Mo      | Di      | Mi      | Do      | Fr      | Sa      | So      |
| ------- | ------- | ------- | ------- | ------- | ------- | ------- | ------- |
| 39      |         |         |         |         |         |         | 1       |
| 40      | 2       | 3       | 4       | 5       | 6       | 7       | 8       |
| 41      | 9       | 10      | 11      | 12      | 13      | 14      | 15      |
| 42      | 16      | 17      | 18      | 19      | 20      | 21      | 22      |
| 43      | 23      | 24      | 25      | 26      | 27      | 28      | 29      |
| 44      | 30      | 31      |         |         |         |         |         |

| November | November | November | November | November | November | November | November |
| Kw       | Mo       | Di       | Mi       | Do       | Fr       | Sa       | So       |
| -------- | -------- | -------- | -------- | -------- | -------- | -------- | -------- |
| 44       |          |          | 1        | 2        | 3        | 4        | 5        |
| 45       | 6        | 7        | 8        | 9        | 10       | 11       | 12       |
| 46       | 13       | 14       | 15       | 16       | 17       | 18       | 19       |
| 47       | 20       | 21       | 22       | 23       | 24       | 25       | 26       |
| 48       | 27       | 28       | 29       | 30       |          |          |          |

| Dezember | Dezember | Dezember | Dezember | Dezember | Dezember | Dezember | Dezember |
| Kw       | Mo       | Di       | Mi       | Do       | Fr       | Sa       | So       |
| -------- | -------- | -------- | -------- | -------- | -------- | -------- | -------- |
| 48       |          |          |          |          | 1        | 2        | 3        |
| 49       | 4        | 5        | 6        | 7        | 8        | 9        | 10       |
| 50       | 11       | 12       | 13       | 14       | 15       | 16       | 17       |
| 51       | 18       | 19       | 20       | 21       | 22       | 23       | 24       |
| 52       | 25       | 26       | 27       | 28       | 29       | 30       | 31       |

## Ereignisse

### Politik und Weltgeschehen

#### Iberische Halbinsel

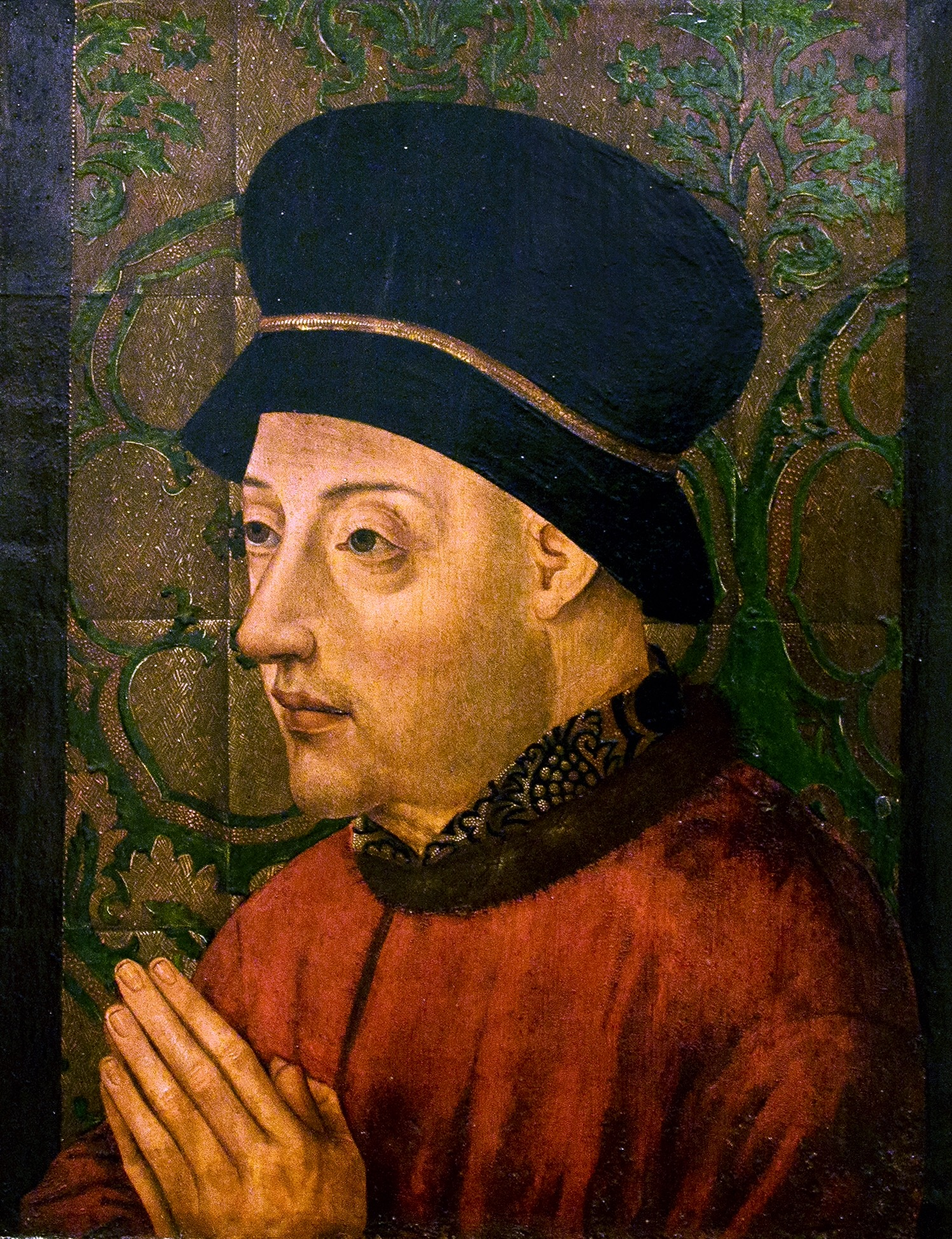
König Johann I. von Portugal

Wappen der portugiesischen Könige 1385 bis 1481

- 6. April: Portugiesische Revolution: Die im März zur Beratung der Nachfolge des 1383 verstorbenen Ferdinand I. einberufenen Cortes von Coimbra treffen eine Entscheidung: Sie wählen weder Ferdinands Tochter Beatrix, die mit Johann I. von Kastilien und León verheiratet ist, noch Ferdinands Halbbruder Johann von Portugal, der sich in kastilischer Gefangenschaft befindet, sondern den illegitimen Halbbruder Johann von Avis zum König von Portugal. Johann I. ist erster Herrscher aus dem Hause Avis. Die Dynastie Burgund ist beendet. Johann I. von Kastilien marschiert daraufhin mit französischer Unterstützung neuerlich in Portugal ein. Johann I. von Portugal, der von den Cortes zum regedor e defensor do reino de Portugal (Herrscher und Verteidiger des Königreichs Portugal) erklärt wird, erhält Unterstützung vom Königreich England.
- 13. August: Das kastilische Heer erreicht die Stadt Leiria.
- 14. August: Die zahlen- und ausrüstungsmäßig unterlegene Armee Portugals besiegt Johann I. von Kastilien und León dank des taktischen Geschicks von Nuno Álvares Pereira in der Schlacht von Aljubarrota entscheidend und sichert so die portugiesische Unabhängigkeit für fast 200 Jahre. Der kastilische Admiral und Kriegsheld Juan Fernández de Tovar kommt in der Schlacht ums Leben.

#### Frankreich/Heiliges Römisches Reich
- 12. April: Bei der Doppelhochzeit von Cambrai heiratet Johann Ohnefurcht Margarete von Straubing-Holland und seine Schwester Margarete deren Bruder Wilhelm II. Unter den über 20.000 geladenen Gästen ist auch der französische König Karl VI.
- 28. Juni: Bei der Belagerung der Raubritterburg in Ricklingen wird Albrecht, der regierende Fürst von Lüneburg, getötet. Der Lüneburger Erbfolgekrieg flammt daraufhin erneut auf.

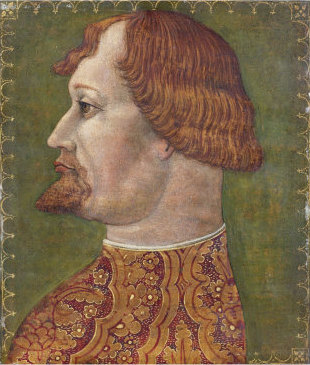
Gian Galeazzo Visconti, Giovanni Ambrogio de Predis zugeschrieben

- Gian Galeazzo Visconti, Mitherrscher im Herzogtum Mailand, lässt seinen Onkel Bernabò gefangensetzen und übernimmt im Handstreich die alleinige Macht. Am 19. Dezember lässt er seinen Onkel im Gefängnis vergiften.

#### Ungarn
- 31. Dezember: Karl III. von Neapel, wird mit Hilfe von gegen die bisherige Königin Maria rebellierenden Adeligen als Karl II. König der Ungarn.

#### Balkan
- Das Osmanische Reich besiegt das Fürstentum Albanien in der Schlacht von Savra, Fürst Balša II. kommt ums Leben. Sein Schwager Karl Thopia, der die Osmanen um Hilfe gebeten hat, wird neuer Fürst.

#### Asien
- Kue Na, 6. König der Mangrai-Dynastie von Lan Na in Nordthailand, stirbt. Nachfolger wird sein Sohn Saen Mueang Ma. Er muss sich zunächst seines Onkels Thao Maha Phrom erwehren, der als Herrscher über Chiang Rai eingesetzt ist und versucht, mit Hilfe von König Borommaracha I. von Ayutthaya die Hauptstadt Chiang Mai einzunehmen.

### Religion

#### Christentum
- 24. März: Die Kirche St. Martha in Nürnberg wird geweiht.
- 19. November: Nach dem Tod von Mangold von Brandis wird Nikolaus von Riesenburg sein Nachfolger als Bischof von Konstanz. Werner von Rosenegg wird Abt des Klosters Reichenau.
- Der böhmische König Wenzel IV. gibt den Auftrag für eine Bibelübersetzung, die sogenannte Wenzelsbibel.
- Manfredo Chiaramonte stiftet das Kloster Baida.
- Das Mosteiro da Batalha wird gegründet.

#### Buddhismus
- Das der Bön-Religion zugehörige tibetische Welkhyung-Kloster wird gegründet.

### Wissenschaft und Technik
- Ein Komet, der später als 12/Pons-Brooks identifiziert wird, ist in dem chinesischen Text Ming * shilu (Jahr 1739) und in dem japanischen Text Hsü Wen hsien t´ung káo (18. Jahrhundert) beschrieben. Dieser wurde von chinesischen Beobachtern * am 23. Oktober 1385 als ein neues Objekt bezeichnet, welches sich dem Sternbild Löwe und Jungfrau näherte.

## Geboren

### Geburtsdatum gesichert
- 09. Mai: Johann I., Herzog von Alençon und Graf von Le Perche († 1415)
- 23. Juni: Stefan von Pfalz-Simmern-Zweibrücken, Herzog von Pfalz-Simmern-Zweibrücken († 1459)
- 17. September: Thomas Mowbray, englischer Magnat und Rebell († 1405)

### Genaues Geburtsdatum unbekannt
- Walter Bower, schottischer Geschichtsschreiber und Abt von Inchcolm († 1449)
- Friedrich von Domneck, kurpfälzischer Rat, Domdekan und Fürstbischof von Worms († 1445)
- Jan II. von Egmond, Regent im Herzogtum Geldern († 1451)
- Johann I., Herzog von Glogau und Herzog von Sagan († 1439)
- Khedrub Je, 3. Ganden Thripa der Gelug-Tradition des tibetischen Buddhismus († 1438)
- Lê Lợi, Kaiser von Vietnam († 1433)
- Wilhelm I. von Limburg-Broich, deutscher Adeliger († 1459)
- Antoine de Toulongeon, burgundischer Staatsmann und Feldherr († 1432)
- Thomas Wins, Berliner Ratsherr und Bürgermeister († 1465)

### Geboren um 1385
- 1380/85: Hugo-Lancelot von Lusignan, Kardinal der Römischen Kirche sowie Regent von Zypern († 1442)
- Dieter IV. Kämmerer von Worms, deutscher Ritter, hoher Verwaltungsbeamter des Kurfürsten von Mainz († 1453 oder 1458)
- Eberhard von Saunsheim, Deutschmeister des Deutschen Ordens († 1443)
- Fra Mauro, venezianischer Mönch und Kartograf († 1459)
- Nikolaus von Pelgrims, böhmischer Bischof, Chronist und Diplomat († 1460)
- Conrad Heyden, Stadtschreiber von Schwäbisch Hall, Verfasser des Klagspiegels († 1444)
- Şerefeddin Sabuncuoğlu, ilchanisch-osmanischer Chirurg sowie Medizinschriftsteller († 1468)

## Gestorben

### Todesdatum gesichert
- 08. Juni: Otto Jäger, Abt von Ebrach
- 28. Juni: Albrecht, Fürst von Lüneburg
- 28. Juni: Andronikos IV., Kaiser des Byzantinischen Reichs (* 1348)
- 07. August: Joan of Kent, englische Adelige, Ehefrau des Schwarzen Prinzen (* 1328)
- 14. August: Juan Alfonso Tello, Oberbürgermeister von Lissabon, Admiral von Portugal und Graf von Barcelós
- 14. August: Juan Fernández de Tovar, Herr von Berlanga und Admiral von Kastilien (* 1340)
- 05. September: Otto von Pilcza, Starost von Rotruthenien, Großpolen und Sandomir (* um 1320)
- 14. September: Munenaga, japanischer Prinz, buddhistischer Mönch und Dichter (* 1311)
- 18. September: Balša II., Fürst von Albanien
- 30. September: Hartmann Pepersack, Bürgermeister von Lübeck
- 19. November: Mangold von Brandis, Bischof von Konstanz und Abt des Klosters Reichenau
- 19. Dezember: Bernabò Visconti, Herrscher von Mailand (* 1323)

### Genaues Todesdatum unbekannt
- Februar: Xu Da, chinesischer General (* 1332)
- nach dem 6. Mai: Meinhard VI., Graf von Görz
- vor dem 23. Oktober: Wilhelm II., Graf von Katzenelnbogen (* 1315)
- Boresch V. von Riesenburg und Petschau, böhmischer Adeliger
- Egino III., Graf von Freiburg
- Robert de Fiennes, Connétable von Frankreich (* um 1308)
- Kue Na, König von Lan Na in Nordthailand
- Johann Lange, Ratsherr von Lübeck
- Philipp von Rehberg, Bischof von Cammin
- Tidemann Vorrade, Ratsherr von Lübeck
- Wang Meng, chinesischer Landschaftsmaler (* 1308)